# Jednostki przeciwlotnicze Wojska Polskiego

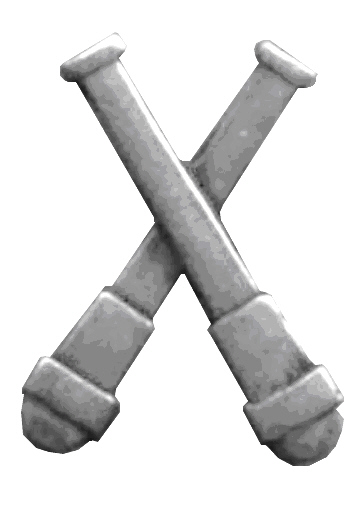
Korpusówka wojsk rakietowych i artylerii

Jednostki przeciwlotnicze Wojska Polskiego – spis polskich związków operacyjnych, taktycznych, oddziałów i pododdziałów przeciwlotniczych: ich organizacja, geneza, podległość i przeformowania; miejsce stacjonowania.

## Jednostki przeciwlotnicze Wojska Polskiego II RP

### Grupy
- 11 Grupa Artylerii

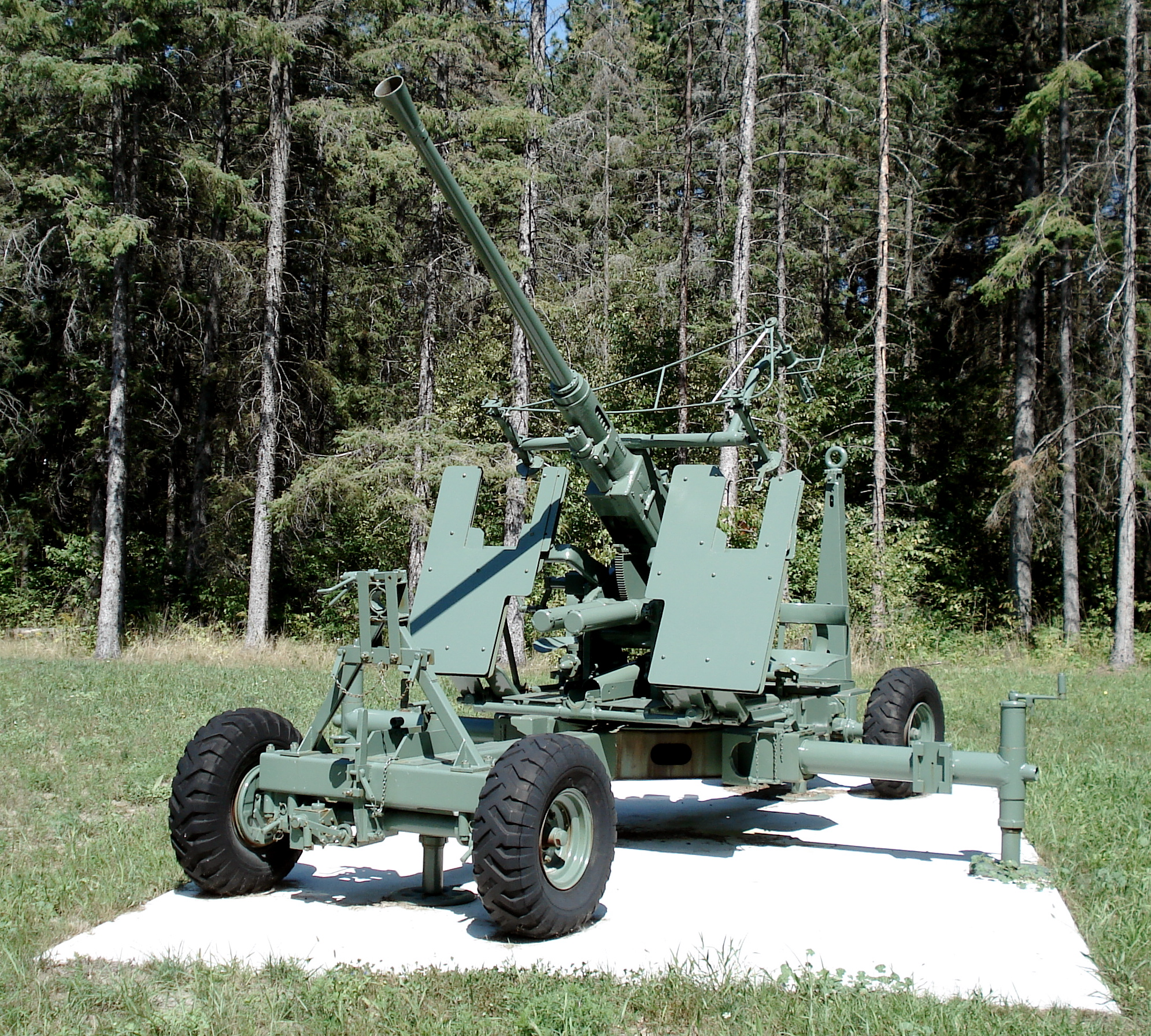
Działo przciwlotnicze Bofors

- 1 Grupa Artylerii Przeciwlotniczej
- 2 Grupa Artylerii Przeciwlotniczej

### Pułk artylerii przeciwlotniczej
- 1 Pułk Artylerii Przeciwlotniczej

### Dywizjony artylerii przeciwlotniczej
- 2 Dywizjon Artylerii Przeciwlotniczej (II RP)
- 3 Dywizjon Artylerii Przeciwlotniczej (II RP)
- 4 Dywizjon Artylerii Przeciwlotniczej
- 5 Dywizjon Artylerii Przeciwlotniczej
- 6 Dywizjon Artylerii Przeciwlotniczej (II RP)
- 7 Dywizjon Artylerii Przeciwlotniczej
- 8 Dywizjon Artylerii Przeciwlotniczej (II RP)
- 9 Dywizjon Artylerii Przeciwlotniczej
- 11 Dywizjon Artylerii Przeciwlotniczej (II RP)
- 12 Dywizjon Artylerii Przeciwlotniczej
- 15 Dywizjon Artylerii Przeciwlotniczej (II RP)
- 1 Morski Dywizjon Artylerii Przeciwlotniczej
- 2 Morski Dywizjon Artylerii Przeciwlotniczej

## Artyleria przeciwlotnicza Polskich Sił Zbrojnych na Zachodzie
- 1 Pułk Artylerii Przeciwlotniczej wchodził w skład 1 DPanc gen. Maczka
- 2 Pułk Artylerii Przeciwlotniczej – wchodził w skład 2 DPanc we Włoszech
- 3 Pułk Artylerii Przeciwlotniczej – wchodził w skład 3 DSK z 2 KP
- 4 Pułk Artylerii Przeciwlotniczej wchodził w skład 4 DP z 1KP
- 5 Kresowy Pułk Artylerii Przeciwlotniczej – wchodził w skład 5 KDP z 2 KP
- 7 Pułk Artylerii Przeciwlotniczej – wchodził w skład II Korpusu Polskiego
- 8 Pułk Artylerii Przeciwlotniczej – wchodził w skład II Korpusu Polskiego

## Wojska przeciwlotnicze ludowego Wojska Polskiego

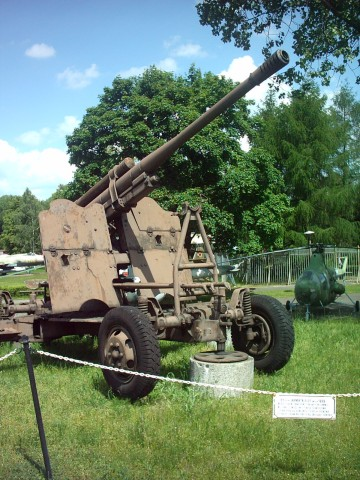
85 mm armata przeciwlotnicza wz.39

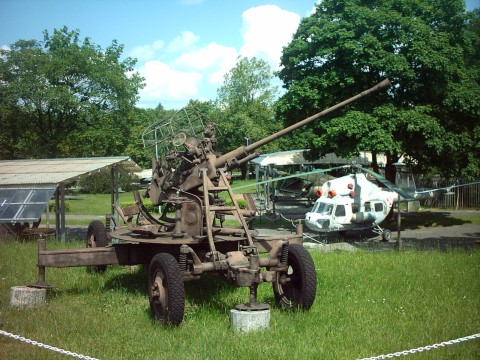
37 mm armata przeciwlotnicza wz. 1939

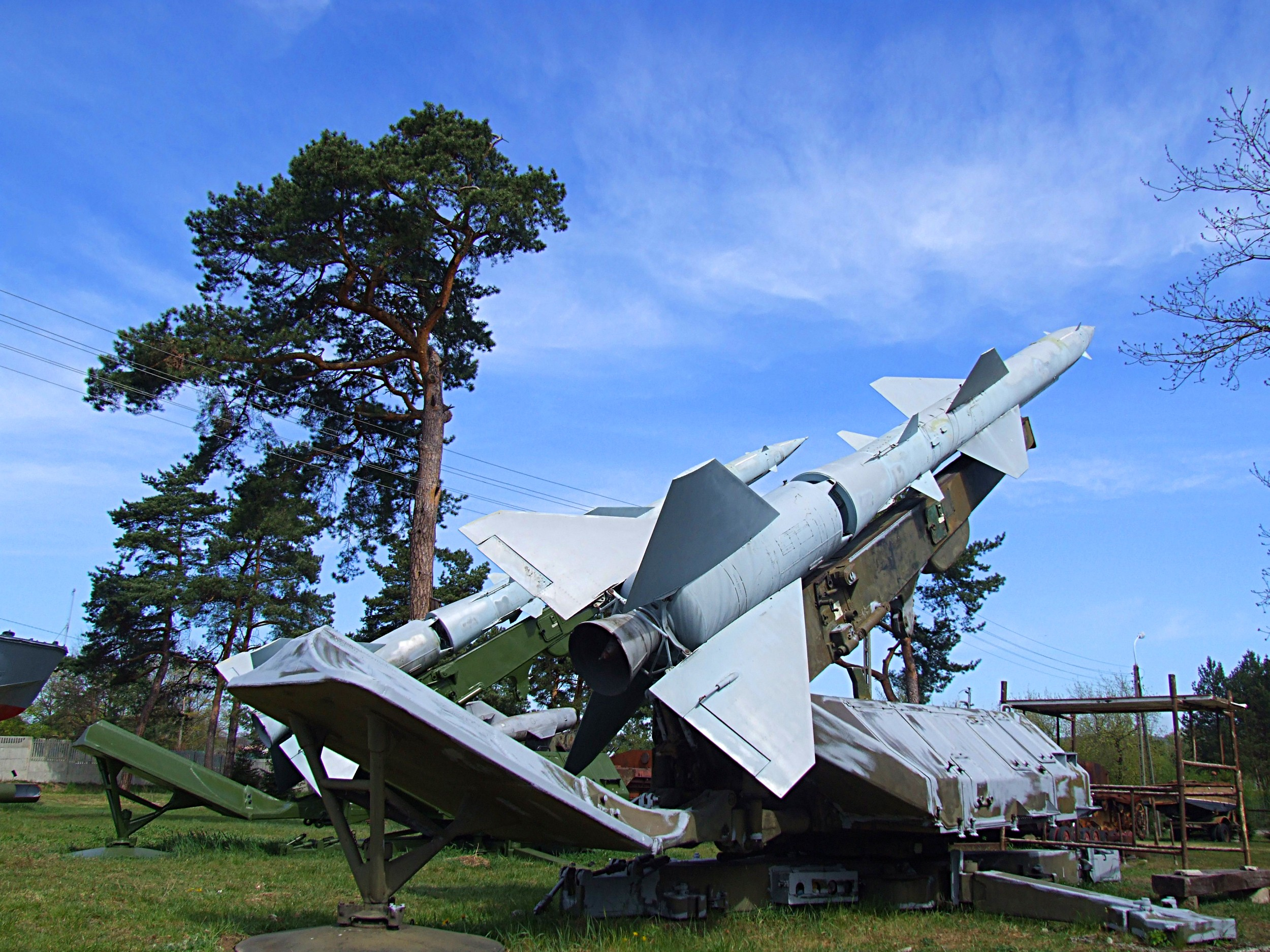
S-75

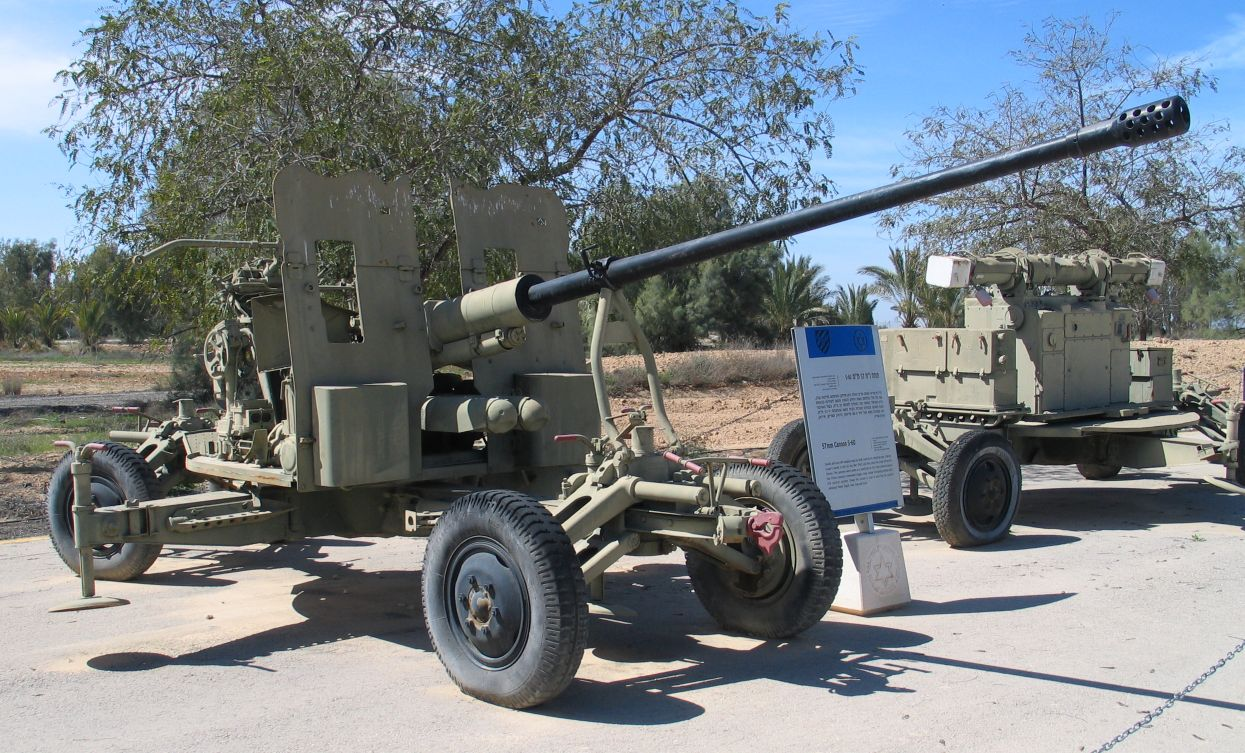
S-60 – armata pułku

### Korpus
- 7 Korpus Artylerii OPL (1951-1952)

### Dywizje
- 1 Dywizja Artylerii Przeciwlotniczej (1944-1945)
- 1 Dywizja Artylerii OPK im. Powstańców Śląskich (1967-1988) → 1 BA OPK
- 3 Łużycka Dywizja Artylerii Przeciwlotniczej (1944-1945) → 86 paplot
- 3 Łużycka Dywizja Artylerii OPK (1967-1988) → 3 BA OPK
- 4 Dywizja Artylerii Przeciwlotniczej (1944-1945) → 88 paplot

- 9 Dywizja Artylerii OPL (1950-1962) → 9 DA OPK (1962-1967) → 3 DA OPK
- 11 Dywizja Artylerii Przeciwlotniczej (1951-1963)
- 13 Dywizja Artylerii OPL im. Powstańców Śląskich (1952-1962) → 13 DA OPK (1962-1967) → 1 DA OPK
- 15 Dywizja Artylerii OPL (1952-1957)
- 16 Dywizja Artylerii Przeciwlotniczej (1951-1963)
- 21 Dywizja Artylerii OPL

### Pułki OPL
- 3 Pułk Artylerii Obrony Przeciwlotniczej – sformowany jako samodzielny w 1951; stacjonował w Zgierzu; w 1967 przeformowany w 77 pa OPK;
- 14 Pułk Artylerii Obrony Przeciwlotniczej – sformowany jako samodzielny w 1951; stacjonował w Poznaniu; w 1967 przeformowany na 79 pa OPK
- 16 Pułk Artylerii OPK – w 1967 przemianowany z 64 pa OP
- 17 Pułk Artylerii OPK – w 1967 przemianowany z 98 pa OP
- 18 Pułk Artylerii OPK im. Powstańców Śląskich – w 1967 przemianowany z 85 pa OP
- 60 Pułk Artylerii Obrony Przeciwlotniczej – sformowany jako samodzielny w 1951; stacjonował w Gdyni, w okresie od lutego 1952-do lutego 1961 wchodził w skład Marynarki Wojennej.
- 64 Pułk Artylerii Obrony Przeciwlotniczej – powstał we wrześniu 1945 w wyniku przeformowania 1 DAPlot; w 1967 przemianowany na 16 Samodzielny Pułk Artylerii OPK
- 81 Pułk Artylerii OPK – w 1967 przemianowany z 90 pa OP
- 85 Pułk Artylerii Obrony Przeciwlotniczej – sformowany w 1951; pułk 7 KA OPL; w 1967 przemianowany na 18 Samodzielny Pułk Artylerii OPK im. Powstańców Śląskich
- 86 Pułk Artylerii Obrony Przeciwlotniczej
- 87 Pułk Artylerii Obrony Przeciwlotniczej
- 89 Pułk Artylerii Obrony Przeciwlotniczej – sformowany w 1951; pułk 7 KA OPL;
- 90 Pułk Artylerii Obrony Przeciwlotniczej – sformowany w 1951; pułk 7 KA OPL; w 1967 przemianowany na 81 Samodzielny Pułk Artylerii OPK
- 94 Pułk Artylerii Obrony Przeciwlotniczej
- 96 Pułk Artylerii Obrony Przeciwlotniczej – sformowany w 1951; pułk 7 KA OPL;
- 97 Pułk Artylerii Obrony Przeciwlotniczej – sformowany w 1951; pułk 7 KA OPL;
- 98 Pułk Artylerii Obrony Przeciwlotniczej – sformowany w 1951; pułk 7 KA OPL; w 1967 przemianowany na 17 Samodzielny Pułk Artylerii OPK
- 99 Pułk Artylerii Obrony Przeciwlotniczej – sformowany w 1951; pułk 7 KA OPL; w 1957 przeformowany na 111 daplot; a w 1967 na 111 paplot 2 DZ; stacjonował w Ząbkowicach Śląskich
- 115 Pułk Artylerii Obrony Przeciwlotniczej – sformowany jako samodzielny w 1951; stacjonował w Nisku;
- 126[1] (129[2]) Pułk Artylerii Obrony Przeciwlotniczej – sformowany jako samodzielny w 1951 (1952[3]); stacjonował w Szczecinie;
- 136 Pułk Artylerii Obrony Przeciwlotniczej – sformowany jako samodzielny w 1951; stacjonował w Mielcu; w 1967 przeformowany na 36 pa OPK

### Pułki przeciwlotnicze
- 1 Darnicki Pułk Artylerii Przeciwlotniczej – wchodził w skład 1 DZ; stacjonował w Modlinie.
- 15 Pułk Artylerii Przeciwlotniczej – sformowany w 1944; wchodził w skład 1 DAPlot z 1 AWP
- 16 Pułk Artylerii Przeciwlotniczej – sformowany w 1944; wchodził w skład 1 DAPlot z 1 AWP
- 17 Pułk Artylerii Przeciwlotniczej – sformowany w 1944; wchodził w skład 1 DAPlot z 1 AWP
- 18 Pułk Artylerii Przeciwlotniczej – sformowany w 1944; wchodził w skład 1 DAPlot z 1 AWP
- 24 Pułk Artylerii Przeciwlotniczej – sformowany w 1967 na bazie 24 daplot; wchodził w skład 10 DPanc; Stacjonował w Lublińcu; rozformowany w 1981.
- 26 Pułk Artylerii Przeciwlotniczej – sformowany w 1944; wchodził w skład 1 KPanc; rozformowany w Piwonicach w sierpniu 1945.
- 32 Samodzielny Pułk Artylerii Przeciwlotniczej – sformowany w 1944; wchodził w skład Odwodu ND WP; rozformowany w Pruszkowie we wrześniu 1945.
- 46 Pułk Artylerii Przeciwlotniczej – sformowany w 1967 na bazie 46 daplot; wszedł w skład 15 DZ; stacjonował w Olsztynie
- 61 Pułk Artylerii Przeciwlotniczej – sformowany w 1944; wchodził w skład 3 DAPlot z 2 AWP
- 62 Pułk Artylerii Przeciwlotniczej – sformowany w 1951; pułk 11 DAPlot stacjonował we Wrocławiu
- 65 Pułk Artylerii Przeciwlotniczej – sformowany w 1951; pułk 16 DAPlot; stacjonował w Gdańsku; w 1967 przemianowany na 61 pa OPL
- 66 Pułk Artylerii Przeciwlotniczej – sformowany w 1944; wchodził w skład 3 DAPlot z 2 AWP
- 69 Pułk Artylerii Przeciwlotniczej – sformowany w 1944; wchodził w skład 3 DAPlot z 2 AWP
- 75 Pułk Artylerii Przeciwlotniczej – sformowany w 1944; wchodził w skład 3 DAPlot z 2 AWP; powtórnie powstał w 1967 w wyniku przemianowania 82 paplot; wchodził w skład 2 PDZ; stacjonował w Rogowie; w 1990 przemianowany na 99 paplot
- 77 Pułk Artylerii Przeciwlotniczej – sformowany w 1944; wchodził w skład 4 DAPlot z odwodu ND WP
- 79 Pułk Artylerii Przeciwlotniczej – sformowany w 1944; wchodził w skład 4 DAPlot z odwodu ND WP
- 80 Pułk Artylerii Przeciwlotniczej – sformowany w 1951; pułk 11 DAPlot; stacjonował w Żarach; w 1967 przeformowany na 69 paplot
- 81 Pułk Artylerii Przeciwlotniczej – sformowany w 1944; wchodził w skład 4 DAPlot z odwodu ND WP
- 82 Pułk Artylerii Przeciwlotniczej – powstał w 1950; wchodził w skład 16 DAPlot; stacjonował w Rogowie; przemianowany w 1967 na 75 paplot
- 83 Pułk Artylerii Przeciwlotniczej – sformowany w 1944; wchodził w skład 4 DAPlot z odwodu ND WP
- 84 Łużycki Pułk Artylerii Przeciwlotniczej – powstał w 1945 w wyniku rozformowania 1 DAPLot;stacjonował w Brzegu; na jego bazie w 1951 utworzono 11 DAPLot
- 86 Pułk Artylerii Przeciwlotniczej – powstał w 1945 w wyniku rozformowania 3 DAPLot; stacjonował w Poznaniu; na jego bazie w 1950 utworzono 9 DA OP
- 88 Pułk Artylerii Przeciwlotniczej – powstał w 1945 w wyniku rozformowania 4 DAPLot; stacjonował początkowo w Gdyni-Orłowo; na jego bazie w 1951 utworzono 16 DAPLot
- 93 Pułk Artylerii Przeciwlotniczej – sformowany w 1951; pułk 11 DAPlot; stacjonował w Głogowie; w 1967 przemianowany na 66 paplot
- 95 Pułk Artylerii Przeciwlotniczej – powstał w 1950; wchodził w skład 16 DAPlot; rozformowany w 1957 (JW 2202)
- 99 Pułk Artylerii Przeciwlotniczej – wchodził w skład 2 WDZ; stacjonował w Ząbkowicach Śląskich;
- 104 Pułk Artylerii Przeciwlotniczej – sformowany w 1955 na bazie 30 daplot; wszedł w skład 14DP; stacjonował w Wałczu; JW 1841
- 111 Pułk Artylerii Przeciwlotniczej – sformowany w 1957 na bazie 19 daplot (wcześniej 99 pa OP); wszedł w skład 4 DP; stacjonował w Krośnie Odrzańskim, potem w Zgorzelcu; w 1957 przeformowany na 19 daplot; JW 1260
- 124 Pułk Artylerii Przeciwlotniczej – sformowany w 1955 na bazie 22 daplot; wchodził w skład 12 DZ; stacjonował w Szczecinie; przeformowany na 3 pplot.
- 125 Pułk Artylerii Przeciwlotniczej – sformowany w 1954 na bazie 12 daplot; wszedł w skład 8 DZ; rozformowany w 1957; mp Unieście (JW 4400[4])
- 128 Pułk Artylerii Przeciwlotniczej – sformowany w 1955 na bazie 26 daplot; wszedł w skład 5 DP; stacjonował w Torzymiu; w 1957 przeformowany na 26 daplot i włączony do 4 DP; JW 1517
- 130 Pułk Artylerii Przeciwlotniczej – sformowany w 1954 na bazie 15 daplot; wszedł w skład 11 DZ; rozformowany w 1957; mp Żagań
- 133 Pułk Artylerii Przeciwlotniczej – sformowany jako samodzielny w 1956 na bazie 32 daplot; w 1957 przeformowany na 50 daplot; w 1963 przeformowany ponownie na szczebel pułku; mp Ełk, od 1963 Gołdap – w 1967 przemianowany na 15 paplot;

## Wojska przeciwlotnicze Sił Zbrojnych RP

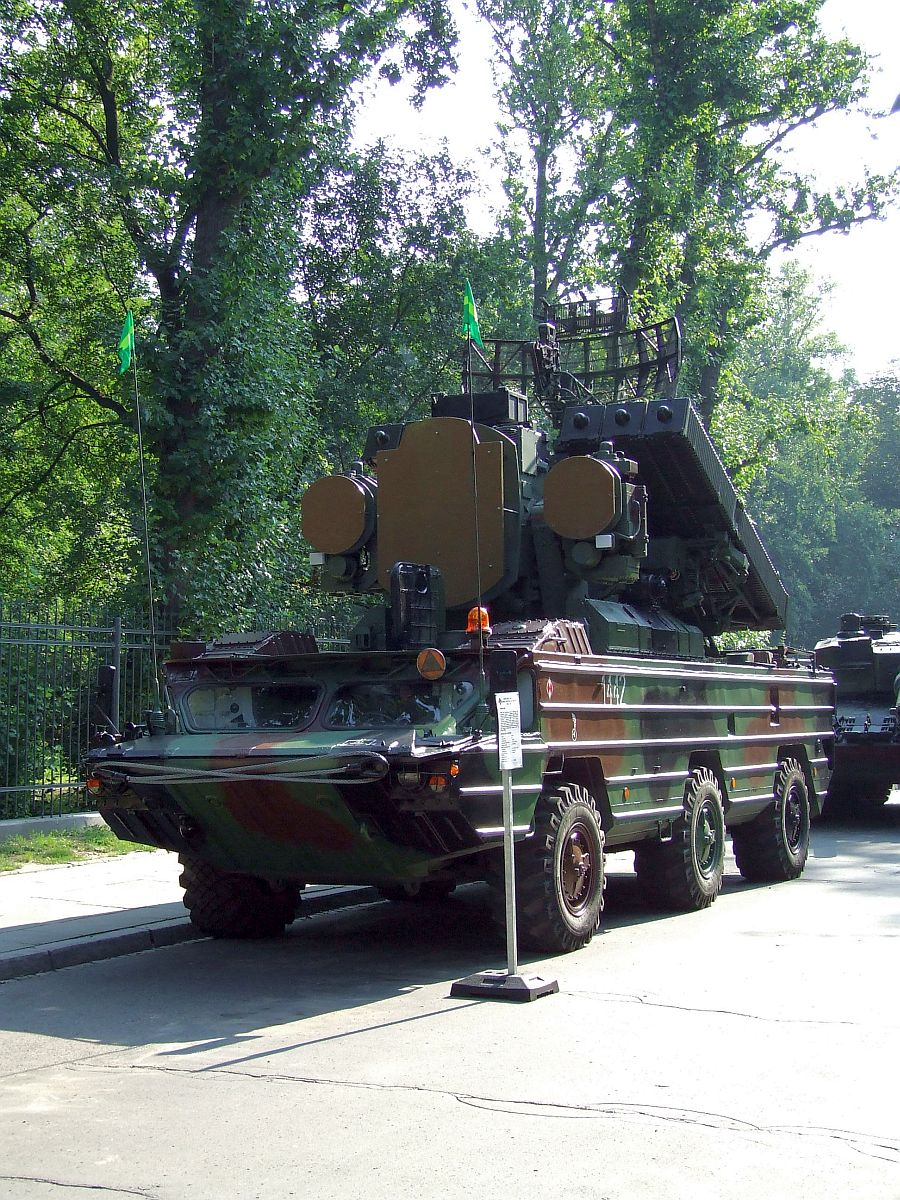
9K33 Osa

### Brygady OP
- 1 Śląska Brygada Rakietowa Obrony Powietrznej - rozformowana 31 grudnia 2011
- 3 Warszawska Brygada Rakietowa Obrony Powietrznej
- 4 Gdyńska Brygada Rakietowa Obrony Powietrznej - rozformowana 28 grudnia 2001
- 61 Skwierzyńska Brygada Rakietowa Obrony Powietrznej - rozformowana 30 czerwca 2011

### pułki OP
- 78 Pułk Rakietowy Obrony Powietrznej – stacjonował w Mrzeżynie; rozformowany 16 grudnia 2011
- 79 Poznański Samodzielny Pułk Rakietowy Obrony Powietrznej – stacjonował w Poznaniu;  rozformowany w 1998

### Pułki przeciwlotnicze
- 1 Modliński Pułk Przeciwlotniczy – wchodził w skład 1 DZ; stacjonował w Modlinie; rozformowany w 2002
- 2 Zachodniopomorski Pułk Przeciwlotniczy – powstał w 1996 w wyniku przeformowania 99 paplot; wchodził w skład 2 PDZ; stacjonował w Rogowie; rozformowany w 1998
- 3 Pułk Przeciwlotniczy im. płk. Włodzimierza Juliusza Ludwiga - rozformowany 31 grudnia 2010
- 4 Zielonogórski Pułk Przeciwlotniczy
- 5 Kresowy Pułk Artylerii Przeciwlotniczej – wchodził w skład 5 DZ; stacjonował w Gubinie; rozformowany 23 kwietnia 2002
- 8 Koszaliński Pułk Przeciwlotniczy
- 11 Bolesławiecki Pułk Przeciwlotniczy - rozformowany na podztawie rozkazu szefa Sztabu Generalnego z 6 marca 1998
- 13 Elbląski Pułk Przeciwlotniczy - rozformowany 31 grudnia 2011
- 15 Gołdapski Pułk Przeciwlotniczy
- 18 Karkonoski Pułk Przeciwlotniczy - rozformowany w 2001
- 99 Pułk Artylerii Przeciwlotniczej - rozformowany 31 grudnia 1998